# Se avessi un cuore (album)
| Recensione       | Giudizio |
| ---------------- | -------- |
| All Music Italia | 8/10     |
| Rockol           | 7/10     |

Se avessi un cuore è il quinto album in studio della cantautrice italiana Annalisa, pubblicato il 20 maggio 2016 dalla Warner Music Italy.

## Concezione
Composto da 12 brani, l'album si discosta dagli album precedenti della cantante per il maggior impiego di elementi tratti dalla musica elettronica. Inoltre, secondo Annalisa, Se avessi un cuore «è il disco che ho sempre voluto fare»:
 Riguardo al significato del titolo, la cantante ha spiegato che esso rappresenta una provocazione, un invito a usare il cuore, la sensibilità, l'intelligenza, sia quella stretta che quella emotiva.

## Promozione
L'uscita di Se avessi un cuore è stata anticipata da due singoli. Il primo, Il diluvio universale, è stato presentato a febbraio 2016 durante la partecipazione di Annalisa al Festival di Sanremo 2016, classificandosi all'11º posto durante la serata finale della manifestazione, mentre il secondo, l'omonimo Se avessi un cuore, è stato pubblicato due mesi più tardi ed è stato accolto positivamente dalla critica specializzata. Tra le numerose esibizioni che la cantante ha tenuto per promozionarlo ci sono l'evento di carità Con il cuore - Nel nome di Francesco, il talk show Verissimo, RadioItaliaLive - Il concerto e il talent The Voice of Italy, dove nella semifinale della quarta edizione ha duettato con Charles Kablan in Una finestra tra le stelle.
Per promuovere l'album Annalisa ha intrapreso tra maggio e giugno 2016 il Se avessi un cuore Instore Tour, un giro nei negozi in diciassette città italiane dove attraverso l'acquisto di Se avessi un cuore, i fan della cantante hanno avuto la possibilità di incontrarla faccia a faccia, scattare delle foto ed avere il proprio CD autografato. A partire dall'11 giugno la cantante ha invece intrapreso il Se avessi un cuore Tour, iniziato a Stabio (Svizzera) e proseguito per tutta l'estate 2016 e nei mesi successivi.
Il 12 agosto la cantante ha pubblicato come terzo singolo Used to You/Potrei abituarmi, la cui versione originaria, interamente in lingua inglese, è stata composta dalla cantante britannica Dua Lipa.

## Tracce
1. Se avessi un cuore – 2:54 (Annalisa Scarrone, Davide Simonetta)
2. Leggerissima – 3:23 (Annalisa Scarrone, Davide Simonetta, Luca Chiaravalli, Andrea Bonomo)
3. Noi siamo un'isola – 3:09 (Annalisa Scarrone, Davide Simonetta, Andrea Bonomo)
4. Coltiverò l'amore – 3:49 (Annalisa Scarrone, Davide Simonetta)
5. Uno – 3:17 (Annalisa Scarrone)
6. Potrei abituarmi – 3:19 (Lucy Taylor, Nicholas Gale, Dua Lipa, Annalisa Scarrone) – versione in lingua italiana di Used to You
7. A cuore spento – 2:53 (Annalisa Scarrone, Diego Calvetti, Francesco Sighieri, A. Sappino)
8. Inatteso – 3:30 (Annalisa Scarrone, Davide Simonetta, Francesco Sighieri, Andrea Bonomo)
9. Le coincidenze – 3:38 (Annalisa Scarrone, Diego Calvetti, Francesco Sighieri, Luca Consortini, Mace)
10. Quello che non sai di me – 4:07 (Annalisa Scarrone, Emiliano Cecere, Saverio Grandi)
11. Il diluvio universale – 3:24 (Annalisa Scarrone, Diego Calvetti)
12. Used to You – 3:17 (Lucy Taylor, Nicholas Gale, Dua Lipa)

## Formazione
Musicisti
- Annalisa – voce, cori (tracce 2, 8, 10 e 11)
- Fabrizio Ferraguzzo – chitarra elettrica e arrangiamento (tracce 1, 3-7 e 12), lap steel guitar (traccia 1), basso (tracce 3, 4, 5, 7), sintetizzatore nord lead (traccia 4), drum machine e programmazione (traccia 7)
- Riccardo "Deepa" Di Paola – moog (tracce 1, 3, 4, 7), sintetizzatore e arrangiamento (tracce 1, 3-7 e 12), drum machine (tracce 1, 3, 4, 6 e 12), clavinet (traccia 4), Fender Rhodes (traccia 7)
- Antonio Filippelli – sintetizzatore (traccia 1)
- Donato Romano – programmazione (tracce 1, 4), sintetizzatore (traccia 4), programmazione aggiuntiva (tracce 5, 6 e 12)
- Luca Chiaravalli – chitarra elettrica, basso e pianoforte (traccia 2), tastiera, pianoforte, arrangiamento e programmazione (tracce 2, 8, 10)
- Davide Simonetta – chitarra elettrica (tracce 2, 8), basso, tastiera, arrangiamento e programmazione (traccia 8)
- Andrea Bonomo – chitarra acustica (traccia 2)
- Gianmarco Manilardi – programmazione (traccia 5)
- Emiliano Bassi – batteria (tracce 8, 10), basso, tastiera, arrangiamento e programmazione (traccia 10)
- Gadi Sassoon, Mace – arrangiamenti, sintetizzatori e programmazione (traccia 9)
- Lapo Consortini – chitarra elettrica (traccia 11)
- Diego Calvetti – pianoforte, arrangiamento, sintetizzatore e programmazione (traccia 11)
- Claudia Rizzitelli, Angela Savi, Angela Tomei – primi violini (traccia 11)
- Natalia Kuleshova, Maria Landolfa, Roberta Malavolti – secondi violini (traccia 11)
- Sabrina Giuliani, Caterina Paoloni – viole (traccia 11)
- Laura Gorkoff, Diana Muenter – violoncelli (traccia 11)

Produzione
- Fabrizio Ferraguzzo – produzione (tracce 1, 3-7, 12)
- Donato Romano – registrazione e missaggio (tracce 1, 3-7, 12)
- Gianmarco Manilardi – editing (tracce 1, 3-7, 12)
- Antonio Baglio – mastering (eccetto traccia 11)
- Luca Chiaravalli – produzione e registrazione (tracce 2, 8 e 10), missaggio (tracce 2 e 8)
- Alex Trecarichi – missaggio (tracce 2, 8 e 10)
- Gadi Sassoon, Mace – produzione (traccia 9)
- Emiliano Bassi – registrazione e missaggio (traccia 10)
- Diego Calvetti – produzione, registrazione, registrazione strumenti ad arco e missaggio (traccia 11)
- Andrea Benassai – registrazione strumenti ad arco (traccia 11)
- Lapo Consortini – editing (traccia 11)
- Marco D'Agostino – mastering (traccia 11)

## Classifiche
| Classifica (2016) | Posizione massima |
| ----------------- | ----------------- |
| Italia            | 4                 |
| Svizzera          | 91                |